# Éric Lauer
Pour les articles homonymes, voir Lauer.
 (juillet 2012).
 (décembre 2017).
Éric Lauer, né le 3 septembre 1965, est un parachutiste français.

## Palmarès
Seniors:
- Champion du monde de combiné individuel en 1996 (Bekercaba);
- Champion du monde de voltige individuelle en 1992 (Trieben);
- Champion du monde en couple (avec Carjuzâa, championne de France du combiné (1984, 1987, 1990); de précision d'atterrissage (1984, 1990, 1991); de voltige (1984, 1987)) en 1991;
- Champion du monde de combiné par équipes en 1990 (Bled);
- Champion du monde de précision aérienne par équipes en 1988 (Nyköping).

Juniors:
- Champion du monde de voltige individuel en 1988 (Nyköping);

## Récompenses
- Prix Emmanuel Rodocanachi de l'Académie des sports en 1990, avec l'équipe de France (Précision d’atterrissage).